# Alfred Delvau
Alfred Delvau, né le 7 avril 1825 à Paris où il est mort le 3 mai 1867, est un journaliste et écrivain français.

## Biographie
Alfred Delvau est le fils d'un maître-tanneur du faubourg Saint-Marceau : il raconte son enfance parisienne en 1854 dans Au bord de la Bièvre : impressions et souvenirs.
Il écrit dans la Réforme, en 1846 ; on le retrouve dans Le Triboulet, en janvier 1848, puis dans le Journal pour rire. Il est le secrétaire particulier de Ledru-Rollin, et, en 1848, fonde L'Aimable Faubourien. Journal de la canaille avec Poulet-Malassis, son ami le plus proche sans doute, et Antonio Watripon. Le 23 juin 1848, lors des insurrections, les trois hommes avaient essuyé ensemble le feu des barricades, rue des Mathurins.
Alfred Delvau a donné une Histoire de la révolution de Février (1850) et rassemblé Les Murailles révolutionnaires (1851). Durant l'intermède de la Deuxième République, Alfred Delvau écrit à deux reprises au ministre de l’Intérieur en demandant des secours. Sous le Second Empire, il gagne sa vie en participant, notamment, à des travaux lexicographiques. Il a déjà rejoint l'équipe du Dictionnaire universel de Maurice Lachâtre en 1854.
Il collabora au Figaro. Il produisit un Dictionnaire de la langue verte et un Dictionnaire érotique, lequel lui vaudra des poursuites judiciaires.
Il est l'auteur d'ouvrages sur Paris et son histoire. Il est l'un des auteurs du pastiche Le Parnassiculet contemporain qui se moque des poètes parnassiens.

## Écrits
- Un mari au XVIIe siècle, 1845

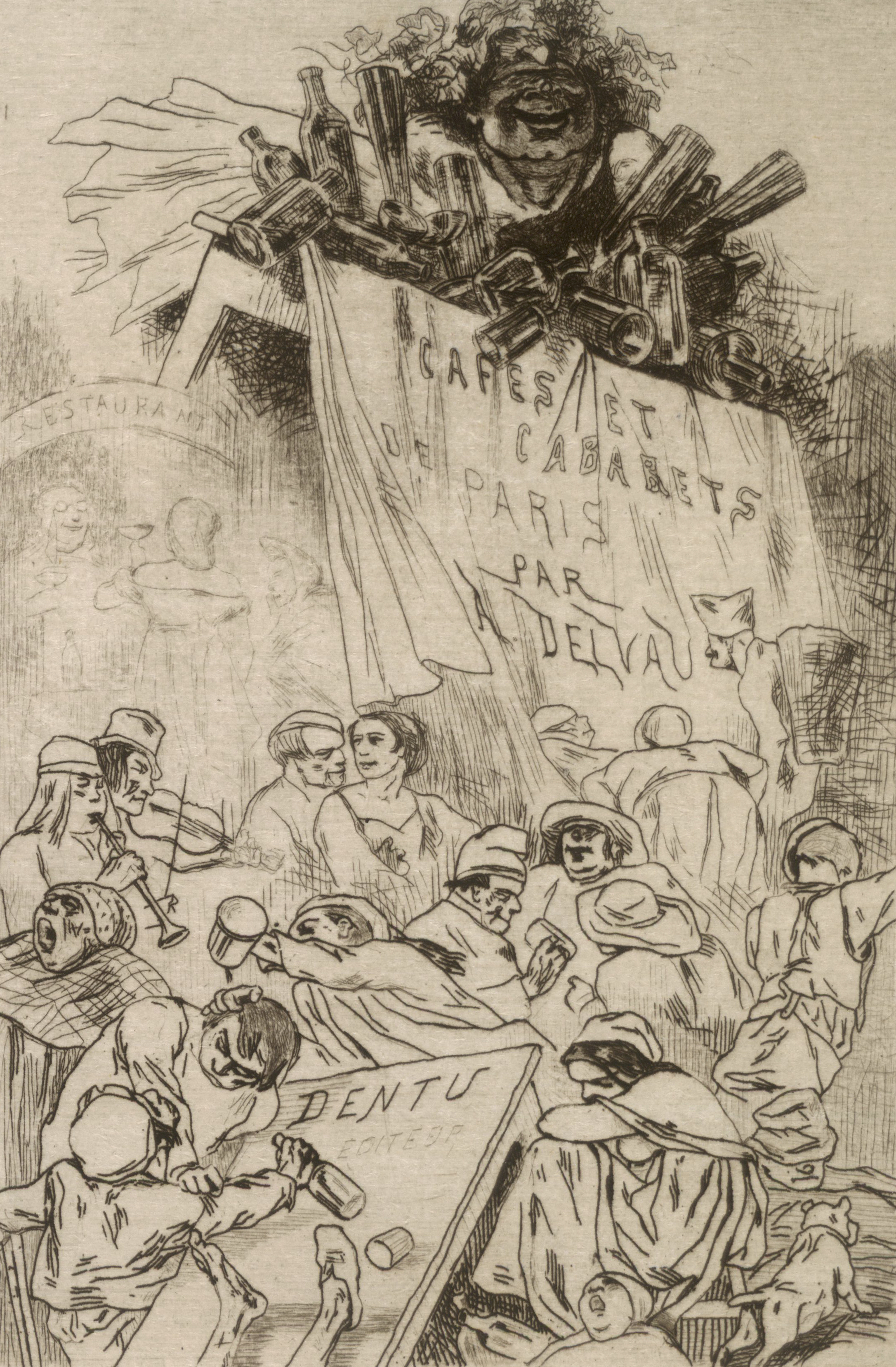
Frontispice de Histoire anecdotique des Cafés et Cabarets de Paris (Dentu, 1862), eau-forte par Félicien Rops.

- Grandeur et décadence des grisettes, comportant des dessins de sa composition gravé par F. Leblanc, 1848.Dessinateur et graveur à ses débuts, il compose sous le pseudonyme de C. Bruno.
- Ledru-Rollin : sa vie politique, 1848, lire en ligne sur Gallica.
- La Présidence s'il vous plaît ! par un républicain de la vieille, 1848, lire en ligne sur Gallica.
- À bas le suffrage universel ! 1850, lire en ligne sur Gallica.
- Histoire de la Révolution de Février, 1850, lire en ligne sur Gallica.
- Au bord de la Bièvre. Impressions et souvenirs, 1854 ; nouvelle édition, 1873, précédée d'une bibliographie des ouvrages de l'auteur, lire en ligne sur Gallica.
- Bibliothèque bleue : romans de chevalerie des XIIe, XIIIe, XIVe, XVe et XVIe siècles (1859-1860, plusieurs livraisons) Dirigé par Alfred Delvau. Réédité en 1869 sous le titre Collection des romans de chevalerie mis en prose française moderne
- « Bibliothèque franco-italienne » (1859) :
  - G. Garibaldi. Vie et aventures 1807-1859.
  - Le Petit Caporal des zouaves.
  - Les Martyrs de l'Italie sous la domination autrichienne.
  - Histoire populaire de la campagne d'Italie.
- Les Chimères, 1859.
- Mémoires d'un vieux sou écrit avec Pierre Bry (d), 1859.
- Les Dessous de Paris, avec frontispice de Léopold Flameng, 1860, lire en ligne sur Gallica., rééd. Éditions Lurlure, 2017
- Dictionnaire topographique, historique et étymologique des rues de Paris in Le Nouveau Paris, 1860
- Histoire anecdotique des Cafés et Cabarets de Paris, avec dessins et eaux-fortes de Gustave Courbet, Félicien Rops et Léopold Flameng, 1862
- Lettres de Junius, coups de plume sincères sur la littérature contemporaine, 1862, lire en ligne sur Gallica.
- Les Amours buissonnières, roman parisien, 1863
- Les Cythères parisiennes, histoire anecdotique des bals de Paris, avec vingt-quatre eaux-fortes et un frontispice de Félicien Rops et d'Émile Thérond, 1864
- Dictionnaire érotique moderne, avec frontispice de Félicien Rops 1864 ; texte sur Wikisource
- Gérard de Nerval, sa vie et ses œuvres, avec eau-forte de G. Staal, 1865 ; texte sur Wikisource.
- Mémoires d'une honnête fille, illustrations de Carey et Staal, A. Faure, 1865
- Françoise, chapitre inédit de l'histoire des quatre sergents de La Rochelle, avec eau-forte d'Émile Thérond, 1865
- Histoire anecdotique des Barrières de Paris, avec 10 eaux-fortes d'Émile Thérond, 1865, lire en ligne sur Gallica.
- Le Fumier d'Ennius, avec frontispice de Léopold Flameng, 1865, lire en ligne sur Gallica.
- Dictionnaire de la langue verte. Argots parisiens comparés, 1866, lire en ligne sur Gallica.
- Le Grand et le petit trottoir, roman parisien, 1866
- Aucassin et Nicolette, roman de chevalerie provençal-picard, avec traduction par Alfred Delvau, 1866, lire en ligne sur Gallica.
- Les Heures parisiennes, Paris, Librairie centrale, 1866, 210 p., 1 vol. : 25 eaux-fortes d’Émile Benassit ; in-18 (OCLC 1245959886, lire en ligne sur Gallica).
- Henry Murger et la Bohême, 1866, lire en ligne sur Gallica.
- Du Pont des Arts au Pont de Kehl (Reisebilder d'un Parisien), 1866, lire en ligne sur Gallica.
- Les Lions du jour, physionomies parisiennes, avec eaux-fortes de Félicien Rops, 1867, lire en ligne sur Gallica.
- Les Plaisirs de Paris, guide pratique et illustré, 1867, lire en ligne sur Gallica.
- Les Sonneurs de Sonnets 1540-1866, étude, 1867, lire en ligne sur Gallica.
- À la porte du paradis. Ma première leçon de boxe. Je me tuerai demain. Feu André-André. L'Héritier du mandarin, etc., 1867.
- Collection des romans de chevalerie mis en prose française moderne, 2 vol., 1869 Réédition de Bibliothèque bleue : romans de chevalerie des XIIe, XIIIe, XIVe, XVe et XVIe siècles, paru en 1859-1860
- Les Cocottes de mon grand-père, illustré par Maurice Marais, Flammarion, 1884
- Miss Fauvette, 1894
- Fouterie de poète, 1903, lire en ligne sur Gallica.

## Attribution abusive
Le  volume Le Théâtre érotique français sous le Bas-Empire n'est pas de lui, c'est une supercherie.